# David Raum
David Raum (Nürnberg, 1998. április 22. –) német válogatott labdarúgó, hátvéd. A Bundesligában szereplő RB Leipzig játékosa.

## Pályafutása

### Greuther Fürth
Szülővárosában a Tuspo Nürnberg korosztályos csapataiban kezdett megismerkedni a labdarúgás alapjaival, ahol az apja is edzőként dolgozott. 2006-ban egy ifjúsági tornán figyelt fel rá a Greuther Fürth megfigyelői és szerződtették az akadémiára. Az akadémián még támadóként számoltak vele, majd később egyre hátrébb került.
2016. október 1-jén mutatkozott be a második csapatban az Augsburg II ellen 3–2-re elvesztett bajnoki mérkőzésen az 57. percben Hari Coric cseréjeként. A 2017–18-as szezonban már a Fürth első keretéhez tartozott. 2017. január 27-én a Bundesliga 2-ben debütált az első csapatban a TSV 1860 München ellen. Augusztus 13-án lépett először pályára a kupában és az SV Morlautern ellen 5–0-ra megnyert mérkőzésen egy gólt jegyzett. Október 24-én a 2. fordulóban a kupában ismét eredményes volt az Ingolstadt ellen. November 26-án a bajnokságban is megszerezte első gólját a St. Pauli ellen és két gólpasszt is kiosztott a 4–0-ra megnyert találkozón. A következő szezont már balhátvédként kezdte meg. Posztriválisa Maximilian Wittek mellett kevés játéklehetőséget kapott. 2020 májusában meghosszabbította a júniusban lejáró szerződését egy évvel. Wittek távozását követően kezdőjátékossá lépett elő. A 2020–21-es szezont Robert Žuljjal holtversenyben 15 gólpasszal zárta és a bajnokságban a 2. helyen végeztek, amivel feljutottak az élvonalba.

### Hoffenheim
2021 januárjában előszerződést kötött a Hoffenheim csapatával és ingyen csatlakozott ugyanezen év nyarán a klubhoz 2025 nyaráig. Augusztus 9-én debütált a kupában a Viktoria Köln ellen megnyert találkozón. Ötnappal később a bajnokságban is bemutatkozott az Augsburg ellen 4–0-ra megnyert Bundesliga-mérkőzésen. December 11-én megszerezte első bajnoki gólját klubjában a Freiburg ellen 2–1-re megnyert bajnoki mérkőzésen. 2022. január 8-án ismét eredményes tudott lenni az Augsburg ellen. Ugyanebben a hónapban 2026 nyaráig hosszabbított.

### RB Leipzig
2022. július 31-én öt évre szóló szerződést írt alá az RB Leipzig csapatával.
Augusztus 7-én debütált a VfB Stuttgart elleni 1–1-s bajnokin, amely mérkőzét végigjátszott.
Augusztus 20-án 3. mérkőzésén az Union Berlin ellen szögletből gólpasszal járult hozzá Willi Orbán találatához, 10 nappal később pályára lépett a DFB-Pokal-ban a Teutonia 05 ellen. 
Szeptember 6-án karrierje során először lépett pályára nemzetközi porondon a Bajnokok Ligájában, hazai környezetben a Sahtar Doneck elleni 1–4-re elvesztett mérkőzésen.

## Válogatott karrier
Az U19-es és az U20-as korosztályos csapatokban 11 mérkőzésen lépett pályára és ezeken egy gólt szerzett. A 2017-es U19-es labdarúgó-Európa-bajnokságon a csoportkör mind a három mérkőzésén pályára lépett. A 2020. évi nyári olimpiai játékokon és a 2021-es U21-es labdarúgó-Európa-bajnokságon is részt vett Stefan Kuntz szövetségi edző meghívására. Az U21-es labdarúgó-Európa-bajnokság döntőjében 1–0-ra nyertek Portugália ellen. 2021. szeptember 5-én mutatkozott be a felnőttek között Örményország elleni 6–0-s győzelem során.
2022. november 10-én Hansi Flick nevezte a csapat 26-fős keretébe a 2022-es katari világbajnokságra.
November 23-án élete első vb-mérkőzésén kezdőként mutatkozott be Japán ellen, az 1–2-re elszenvedett vereségen a 33. percben büntetőt harcolt ki, amit İlkay Gündoğan értékesített. A csoport utolsó két találkozóján Spanyolország ellen kezdőket 87 percet kapott, és a németek utolsó mérkőzésén Costa Rica ellen a nyitógólnál Serge Gnabrynak adott egy tökéletes beadást.
2024. június 7-én bekerült Julian Nagelsmann szövetségi kapitány 26 fős keretébe, amely a 2024-es labdarúgó-Európa-bajnokságon részt vett.

## Statisztika

### Klub
2025. május 17-i állapot szerint.
| Klub              | Szezon   | Bajnokság           | Bajnokság | Bajnokság | Kupa  | Kupa  | Nemzetközi | Nemzetközi | Egyéb | Egyéb | Összes | Összes |
| Klub              | Szezon   | Osztály             | Mérk.     | Gólok     | Mérk. | Gólok | Mérk.      | Gólok      | Mérk. | Gólok | Mérk.  | Gólok  |
| ----------------- | -------- | ------------------- | --------- | --------- | ----- | ----- | ---------- | ---------- | ----- | ----- | ------ | ------ |
| Greuther Fürth II | 2016/17  | Regionalliga Bayern | 5         | 0         | —     | —     | —          | —          | 4     | 1     | 9      | 1      |
| Greuther Fürth II | 2017/18  | Regionalliga Bayern | 5         | 0         | —     | —     | —          | —          | —     | —     | 5      | 0      |
| Greuther Fürth II | 2018/19  | Regionalliga Bayern | 5         | 1         | —     | —     | —          | —          | —     | —     | 5      | 1      |
| Greuther Fürth II | 2019/20  | Regionalliga Bayern | 1         | 0         | —     | —     | —          | —          | —     | —     | 1      | 0      |
| Greuther Fürth II | Összesen | Összesen            | 16        | 1         | —     | —     | —          | —          | 4     | 1     | 20     | 2      |
| Greuther Fürth    | 2016/17  | Bundesliga 2        | 5         | 0         | 0     | 0     | —          | —          | —     | —     | 5      | 0      |
| Greuther Fürth    | 2017/18  | Bundesliga 2        | 20        | 1         | 2     | 2     | —          | —          | —     | —     | 22     | 3      |
| Greuther Fürth    | 2018/19  | Bundesliga 2        | 16        | 1         | 0     | 0     | —          | —          | —     | —     | 16     | 1      |
| Greuther Fürth    | 2019/20  | Bundesliga 2        | 19        | 1         | 0     | 0     | —          | —          | —     | —     | 19     | 1      |
| Greuther Fürth    | 2020/21  | Bundesliga 2        | 34        | 1         | 3     | 0     | —          | —          | —     | —     | 37     | 1      |
| Greuther Fürth    | Összesen | Összesen            | 94        | 4         | 5     | 2     | —          | —          | —     | —     | 99     | 6      |
| 1899 Hoffenheim   | 2021/22  | Bundesliga          | 32        | 3         | 3     | 0     | —          | —          | —     | —     | 35     | 3      |
| 1899 Hoffenheim   | Összesen | Összesen            | 32        | 3         | 3     | 0     | —          | —          | —     | —     | 35     | 3      |
| RB Leipzig        | 2022/23  | Bundesliga          | 28        | 0         | 4     | 0     | 8          | 0          | —     | —     | 40     | 0      |
| RB Leipzig        | 2023/24  | Bundesliga          | 31        | 2         | 1     | 0     | 7          | 1          | 1     | 0     | 40     | 3      |
| RB Leipzig        | 2024/25  | Bundesliga          | 22        | 1         | 3     | 0     | 4          | 0          | —     | —     | 29     | 1      |
| RB Leipzig        | Összesen | Összesen            | 81        | 3         | 8     | 0     | 19         | 1          | 1     | 0     | 109    | 4      |
| Összesen          | Összesen | Összesen            | 223       | 11        | 16    | 2     | 19         | 1          | 5     | 1     | 263    | 15     |

1. ↑  Mérkőzése(i) a Regionalliga relegation play-offs-ban
2. 1 2 3  Mérkőzése(i) a Bajnokok Ligájában
3. ↑  Mérkőzése(i) a Német szuperkupában

### A válogatottban
2025. március 20-i állapot szerint.
| Válogatott  | Év       | Mérk. | Gólok |
| ----------- | -------- | ----- | ----- |
| Németország | 2021     | 3     | 0     |
| Németország | 2022     | 12    | 0     |
| Németország | 2023     | 4     | 0     |
| Németország | 2024     | 7     | 0     |
| Németország | 2025     | 1     | 0     |
| Összesen    | Összesen | 27    | 0     |

## Sikerei, díjai
- RB Leipzig
  - DFB-Pokal: 2022–23
  - Német szuperkupa: 2023

### Válogatott
- Németország U21
  - U21-es labdarúgó-Európa-bajnokság: 2021[23]

### Egyéni
- Bundesliga – A szezon csapatának tagja: 2021–22[30]
- U21-es labdarúgó-Európa-bajnokság – A torna csapatának tagja: 2021

## Külső hivatkozások
- David Raum adatlapja Archiválva 2022. november 11-i dátummal a Wayback Machine-ben a(z) RB Leipzig weboldalán (angolul)
- David Raum adatlapja Archiválva 2022. május 25-i dátummal a Wayback Machine-ben a TSG 1899 Hoffenheim oldalon (németül)
- David Raum adatlapja a Bundesliga oldalon (németül)
- David Raum adatlapja a DFB oldalon (németül)
- David Raum adatlapja a Kicker oldalon (németül)
- David Raum adatlapja a Transfermarkt oldalon (angolul)
- David Raum adatlapja a Soccerway oldalon (angolul)